# Asilaris mixtus
Asilaris mixtus är en skalbaggsart som beskrevs av Holzschuh 2008. Asilaris mixtus ingår i släktet Asilaris och familjen långhorningar.
Artens utbredningsområde är Sarawak. Inga underarter finns listade.